# Babylon Circus

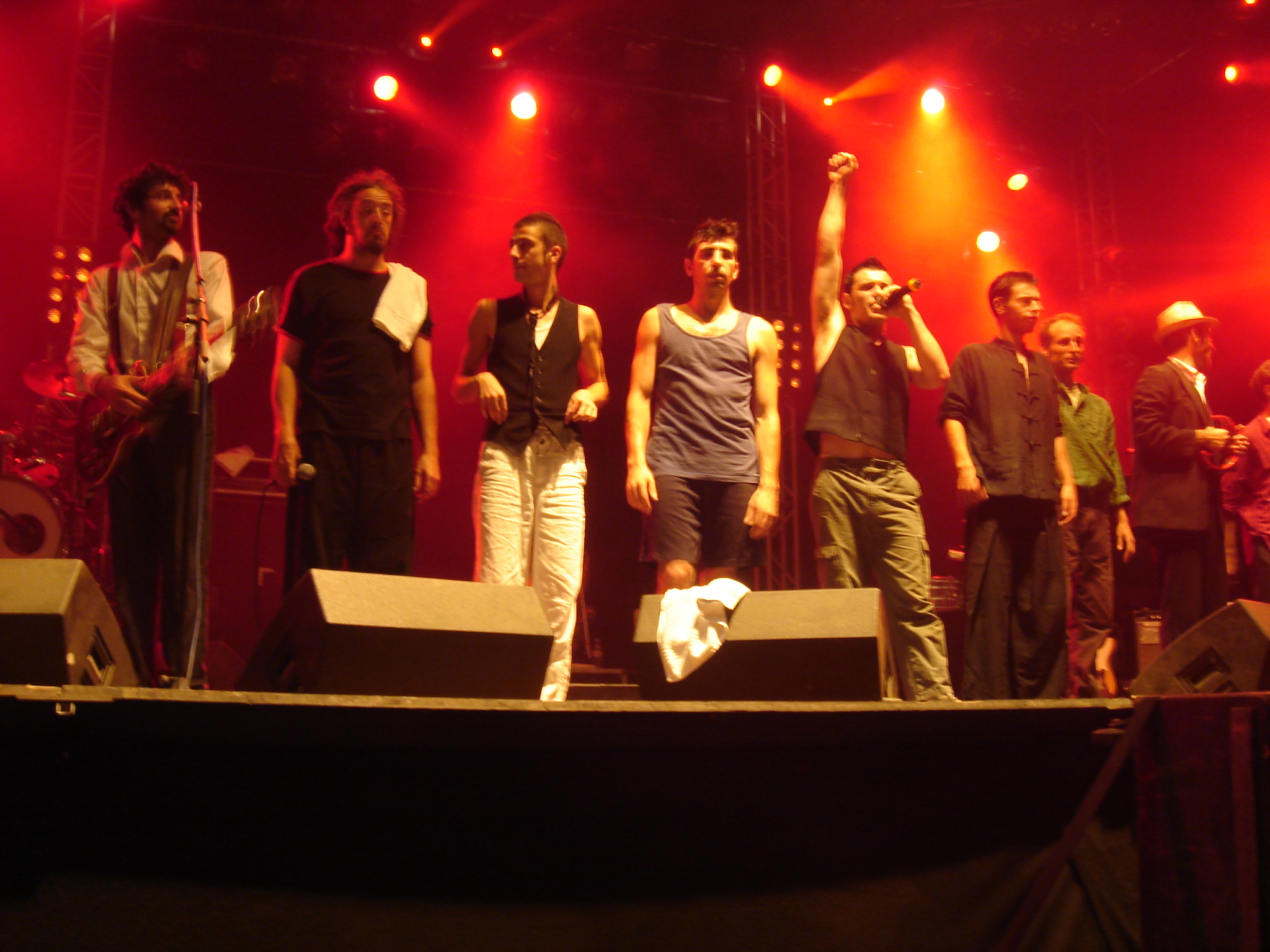
Babylon Circus in 2006

Babylon Circus  is een Franse band gevormd in Lyon in 1995, die een mix van onder andere Franse volksmuziek, ska en reggae speelt.

## Geschiedenis
De twee vrienden David Baruchel en Manuel Nectoux begonnen samen aan een band die uitgroeide tot een groep met tien leden. Ze zeggen beïnvloed te zijn door onder meer Mano Negra, Manu Chao, The Skatalites, The Police, The Clash en Rachid Taha.
Nadat leadzanger David Baruchel na een concert in Moskou een ernstig ongeluk had gekregen, stopte de band enkele jaren. Dankzij de steun van de band kwam hij er weer bovenop en herstelde langzaamaan van de schedelfractuur die hij had opgelopen bij een harde val van de trap. Sindsdien draait de band weer op volle toeren. In mei 2009 kwam album La Belle Étoile uit.

## Bandleden
- David Baruchel: zang en gitaar
- Manuel Nectoux: zang en tamboerijn
- Rimbaud: saxofoon, klarinet, accordeon, fluit
- Basile: bas
- Olivier: klavier en achtergrondzang
- Jo: gitaar en achtergrondzang
- Etienne: trompet
- Clement: trombone, tuba, Frans draaiorgel
- Yannick: drums

## Albums
- Demo nr. 1 (1996)
- Musika (1997)
- Tout va bien (1999)
- Au marché des illusions (2001)
- Dances of Resistance (2004)
- La Belle Étoile (2009)
- Never Stop (2013)
- State of Emergency (2020)